# Liga I (2025/2026)
Ten artykuł dotyczy trwającego lub niedawnego wydarzenia sportowego. Informacje w nim zamieszczone mogą się zmienić lub zdezaktualizować wraz z postępem zdarzenia. Początkowe doniesienia, wyniki lub statystyki mogą być niepewne. Ostatnie aktualizacje do tego artykułu mogą nie odzwierciedlać najbardziej aktualnych informacji.
Liga I 2025/2026 (ze względów sponsorskich Superliga) – 20. edycja najwyższej klasy rozgrywkowej piłki nożnej w Rumunii pod tą nazwą, a 108. mistrzowskimi rozgrywkami w ogóle.
Brało w niej udział 16 drużyn, które w okresie od 11 lipca 2025 do maja 2026 rozegrają w dwóch fazach 40 kolejek meczów. Sezon zakończą baraże o miejsce w przyszłym sezonie w Liga I oraz Lidze Konferencji Europy UEFA. Obrońcą tytułu jest drużyna FCSB.

## Drużyny
| Uczestnicy poprzedniej edycji                                                                                 | Uczestnicy poprzedniej edycji | Uczestnicy poprzedniej edycji | Uczestnicy poprzedniej edycji |
| --- | ----------------------------- | ----------------------------- | ----------------------------- |
| FCS | FCSB                          | 1                             |                               |
| CFR | CFR Cluj                      | 2                             |                               |
| UCV | CS Universitatea Craiova      | 3                             |                               |
| UCL | Universitatea Kluż-Napoka     | 4                             |                               |
| RAP | Rapid Bukareszt               | 5                             |                               |
| DIN | Dinamo Bukareszt              | 6                             |                               |
| FCH | FC Hermannstadt               | 7                             |                               |
| OŢE | Oțelul Gałacz                 | 8                             |                               |
| PET | Petrolul Ploeszti             | 9                             |                               |
| UTA | UTA Arad                      | 10                            |                               |
| FAR | Farul Konstanca               | 11                            |                               |
| BOT | FC Botoșani                   | 12                            |                               |
| po barażach                                                                                                   |                               |                               |                               |
| USL | Unirea Slobozia               | 14                            |                               |
| Awans z Liga II                                                                                               |                               |                               |                               |
| ARG | Argeș Pitești                 | 1                             |                               |
| CSI | Csíkszereda Miercurea-Ciuc    | 3                             |                               |
| po barażach                                                                                                   |                               |                               |                               |
| MET | Metaloglobus Bukareszt        | 5                             |                               |
| Oznaczenia: - kolumna pierwsza – skróty nazw drużyn, - kolumna trzecia – miejsce zajęte w poprzednim sezonie. |                               |                               |                               |

## Faza zasadnicza

### Tabela
| Lp. | Drużyna                    | M | Z | R | P | B+ | B– | +/– | Pkt | Kwalifikacja   |
| --- | -------------------------- | - | - | - | - | -- | -- | --- | --- | -------------- |
| 1   | Universitatea Krajowa      | 6 | 5 | 1 | 0 | 14 | 8  | +6  | 16  | grupa play-off |
| 2   | UTA Arad                   | 6 | 3 | 3 | 0 | 10 | 7  | +3  | 12  | grupa play-off |
| 3   | Rapid Bukareszt            | 6 | 3 | 3 | 0 | 10 | 5  | +5  | 12  | grupa play-off |
| 4   | Unirea Slobozia            | 6 | 3 | 1 | 2 | 10 | 8  | +2  | 10  | grupa play-off |
| 5   | Farul Konstanca            | 6 | 3 | 1 | 2 | 9  | 8  | +1  | 10  | grupa play-off |
| 6   | Botoșani                   | 6 | 2 | 3 | 1 | 12 | 7  | +5  | 9   | grupa play-off |
| 7   | Universitatea Kluż         | 6 | 2 | 3 | 1 | 10 | 7  | +3  | 9   | grupa play-out |
| 8   | Dinamo Bukareszt           | 6 | 2 | 3 | 1 | 9  | 8  | +1  | 9   | grupa play-out |
| 9   | Argeș Pitești              | 6 | 3 | 0 | 3 | 9  | 9  | 0   | 9   | grupa play-out |
| 10  | Petrolul Ploeszti          | 6 | 1 | 3 | 2 | 6  | 5  | +1  | 6   | grupa play-out |
| 11  | Oțelul Gałacz              | 6 | 1 | 3 | 2 | 5  | 7  | −2  | 6   | grupa play-out |
| 12  | CFR 1907 Cluj              | 5 | 1 | 2 | 2 | 8  | 10 | −2  | 5   | grupa play-out |
| 13  | FCSB                       | 6 | 1 | 2 | 3 | 8  | 10 | −2  | 5   | grupa play-out |
| 14  | Hermannstadt               | 6 | 0 | 4 | 2 | 6  | 8  | −2  | 4   | grupa play-out |
| 15  | Metaloglobus Bukareszt     | 6 | 0 | 1 | 5 | 5  | 14 | −9  | 1   | grupa play-out |
| 16  | Csíkszereda Miercurea-Ciuc | 5 | 0 | 1 | 4 | 5  | 15 | −10 | 1   | grupa play-out |

### Wyniki
| Gospodarz \ Gość           | ARG | BTS | CFR | CMC | DIN | FAR | FCS | HER | MET | OTE | PET | RAP | UNS | UCJ | UCV | UTA |
| -------------------------- | --- | --- | --- | --- | --- | --- | --- | --- | --- | --- | --- | --- | --- | --- | --- | --- |
| Argeș Pitești              |     |     |     | 3–1 |     |     |     |     |     | 2–0 |     | 0–2 |     |     |     |     |
| Botoșani                   | 3–1 |     |     |     |     | 1–1 |     |     |     |     |     |     | 4–0 |     |     |     |
| CFR 1907 Cluj              | 0–2 | 3–3 |     |     |     |     |     |     |     |     |     |     | 2–1 |     | 2–3 |     |
| Csíkszereda Miercurea-Ciuc |     |     |     |     | 2–2 |     |     |     |     |     |     | 0–2 |     |     | 1–2 |     |
| Dinamo Bukareszt           |     | 0–0 |     |     |     |     | 4–3 |     |     |     |     |     |     |     |     | 1–1 |
| Farul Konstanca            |     |     |     |     |     |     |     |     | 2–1 | 3–2 |     |     |     | 0–1 |     |     |
| FCSB                       |     |     |     |     |     | 1–2 |     | 1–1 |     |     |     |     | 0–1 |     |     |     |
| Hermannstadt               |     |     |     |     |     |     |     |     | 2–2 |     |     |     |     | 2–2 |     |     |
| Metaloglobus Bukareszt     |     |     |     |     | 0–1 |     |     |     |     |     | 0–3 |     |     | 1–4 |     |     |
| Oțelul Gałacz              |     |     |     |     | 2–1 |     |     |     |     |     | 0–0 | 1–1 |     |     |     |     |
| Petrolul Ploeszti          |     |     |     |     |     |     | 0–1 | 1–1 |     |     |     |     |     |     |     | 1–2 |
| Rapid Bukareszt            |     | 2–1 | 1–1 |     |     |     | 2–2 |     |     |     |     |     |     |     |     |     |
| Unirea Slobozia            |     |     |     | 6–1 |     |     |     |     | 2–1 | 0–0 |     |     |     |     |     |     |
| Universitatea Kluż         |     |     |     |     |     |     |     |     |     |     | 1–1 |     |     |     |     | 1–1 |
| Universitatea Krajowa      | 3–1 |     |     |     |     |     |     | 1–0 |     |     |     |     |     | 2–1 |     |     |
| UTA Arad                   |     |     |     |     |     | 2–1 |     | 1–0 |     |     |     |     |     |     | 3–3 |     |

## Najlepsi strzelcy
| Bramki | Strzelcy         | Drużyna               |
| ------ | ---------------- | --------------------- |
| 4      | Florin Tănase    | FCSB                  |
| 4      | Sebastian Mailat | Botoșani              |
| 4      | Steven Nsimba    | Universitatea Krajowa |

Stan na 2025-08-18. Źródło: .

## Stadiony
| Argeș Pitești             |
| ------------------------- |
| Stadion Miejski (Mioveni) |
| 10 000                    |
|                           |

| Botoșani        |
| --------------- |
| Stadion Miejski |
| 7 782           |
|                 |

| CFR 1907 Cluj                 |
| ----------------------------- |
| Stadion Constantina Rădulescu |
| 22 198                        |
|                               |

| Csíkszereda Miercurea-Ciuc     |
| ------------------------------ |
| Stadion Miejski Miercurea Ciuc |
| 4 000                          |
|                                |

| Dinamo Bukareszt |
| ---------------- |
| Arcul de Triumf  |
| 8 207            |
|                  |

| Farul Konstanca                          |
| ---------------------------------------- |
| Stadionul Central–Academia Gheorghe Hagi |
| 4 554                                    |
|                                          |

| FCSB           |
| -------------- |
| Arena Narodowa |
| 55 634         |
|                |

| Hermannstadt              |
| ------------------------- |
| Stadion Miejski w Sybinie |
| 13 013                    |
|                           |

| Oțelul Gałacz  |
| -------------- |
| Stadion Oțelul |
| 13 500         |
|                |

| Petrolul Ploeszti |
| ----------------- |
| Stadion Ilie Oană |
| 15 073            |
|                   |

| Rapid Bukareszt        |
| ---------------------- |
| Stadion Rapid-Giulești |
| 14 047                 |
|                        |

| Metaloglobus Bukareszt Unirea Slobozia |
| -------------------------------------- |
| Stadionul Clinceni                     |
| 4 502                                  |
|                                        |

| Universitatea Kluż |
| ------------------ |
| Cluj Arena         |
| 30 201             |
|                    |

| Universitatea Krajowa  |
| ---------------------- |
| Stadion Iona Oblemenki |
| 30 929                 |
|                        |

| UTA Arad                    |
| --------------------------- |
| Stadion Francisc von Neuman |
| 12 700                      |
|                             |

Źródło: ..